# Граф Нортгемптон
Граф Нортгемптон (англ. Earl of Northampton) — один из старейших дворянских титулов средневековой Англии, сохранившийся до настоящего времени. Возникновение титулов восходит к периоду непосредственно после нормандского завоевания Англии, когда Нортгемптоншир вместе с рядом других среднеанглийских графств был закреплён за Вальтеофом, последним англосаксонским эрлом Нортумбрии. В конце XI века графом Нортгемптона был признан Симон де Санлис, женатый на дочери Вальтеофа. Его потомки оспаривали титул с представителями шотландской королевской династии до конца XII века. Впоследствии титул графа Нортгемптона учреждался для дворянских домов де Богун и Говардов. С 1618 года графами Нортгемптон являются представители рода Комптонов, которые с 1812 года также носят титул маркиза Нортгемптон.
Действующий обладатель титула — Спенсер Комптон (р. 1946), 7-й маркиз и 15-й граф Нортгемптон (пэрство Великобритании и Англии соответственно), 7-й граф Комптон и барон Уилмингтон (пэрство Великобритании). Резиденциями маркизов и графов Нортгемптон в настоящее время являются Касл-Эшби-Хаус в Нортгемптоншире и Комптон-Уайнайатс в Уорикшире.

## История титула
В англосаксонский период Нортгемптоншир имел тесную связь с Северной Англией и обычно подчинялся эрлам Нортумбрии. После нормандского завоевания графом Нортумбрии, Нортгемптоншира, Хантингдоншира, Бедфордшира и, видимо, Кембриджшира стал Вальтеоф, единственный англосаксонский эрл, сохранивший свои владения и влияние при королях Нормандской династии. В 1075 году Вальтеоф стал одним из организаторов «мятежа трёх графов», которое было жестоко подавлено Вильгельмом Завоевателем. Титулы и владения Вальтеофа были конфискованы. Однако около 1090 года его дочь Матильда была выдана замуж за англонормандского аристократа Симона де Санлиса, что послужило основанием для возвращения значительной части среднеанглийских владений Вальтеофа и титула графа Хантингдона и Нортгемптона Симону и Матильде. Симон де Санлис скончался в 1109 году. Вскоре после этого Матильда вновь вышла замуж, на этот раз за будущего короля Шотландии Давида I. После смерти Матильды в 1130 году владения и титул графа Хантингдона были сохранены за её сыном от второго брака Генрихом Шотландским, тогда как дети Симона де Санлиса были отстранены от наследования. Это привело к длительному конфликту между родом де Санлис и шотландскими монархами за обладание богатыми среднеанглийскими владениями. Представители шотландской линии носили титул графа Хантингдона, тогда как потомки Симона де Санлиса именовались графами Нортгемптон, хотя земельные владения, относящиеся к этим титулам были одни и те же. Фактическое обладание землями и ношение титула зависело от политической конъюнктуры в Англии: когда английские монархи были заинтересованы в мирных отношениях с Шотландией, они признавали претензии шотландцев, когда планировалась война — владения конфисковывались и передавались Санлисам. Так в 1140 году король Стефан Блуаский утвердил Симона II де Санлиса в титуле графа Нортгемптона и Хантингдона и вернул ему земли его матери. Но уже в 1157 году новый король Генрих II Плантагенет передал их шотландскому монарху Малкольму IV. Лишь в 1174 году Симон III де Санлис добился возвращения себе титула и владений, но с его смертью в 1184 году дом де Санлис пресёкся, а спорные территории окончательно перешли к шотландской линии потомков Вальтеофа.
В 1337 году состоялась третья креация титула графа Нортгемптона. Им стал Уильям де Богун, один из младших сыновей Хамфри, 4-го графа Херефорда, выдающегося полководца и крупного политического деятеля начала XIV века. Однако со смертью сына Уильяма Хамфри в 1373 году мужская линия рода Богунов прекратила существование. Дочь последнего графа Мария де Богун примерно в 1380 году вышла замуж за Генриха Болингброка, что стало основанием для присвоения последнему в 1387 году титула графа Нортгемптона. Когда в 1399 году Генрих Болингброк захватил престол и был коронован королём Англии под именем Генриха IV, титул графини Нортгемптон был передан Анне Глостерской, племяннице Марии де Богун и дочери Томаса Вудстока, младшего сына Эдуарда III. С её смертью в 1438 году титул вышел из употребления.
Его восстановление связано с массовой раздачей титулов британским дворянам в начале правления Якова I Стюарта. В 1604 году графом Нортгемптон стал Генри Говард, младший сын аристократа и поэта Генри Говарда, который также был известным писателем и покровителем искусств, а кроме того занимал видные места в государственной администрации яковитской Англии. Он умер в 1614 году, не оставив наследников. Титул графа Нортгемптона в 1618 году был передан Уильяму Комптону, лорду-президенту Валлийских марок. Потомки Уильяма Комптона продолжают носить этот титул до настоящего времени. В 1812 году глава дома Комптонов был возведён в достоинство маркиза Нортгемптона, сохранив в качестве второго титул графа Нортгемптона.

## Список графов Нортгемптон

### Граф Нортгемптон, первая креация (1065/1072)
- Вальтеоф, граф Нортумбрии (1050—1076)

### Графы Нортгемптон, вторая креация (1080/1090)
- Симон I де Санлис (ум. в 1109), муж дочери предыдущего;
- Симон II де Санлис (ум. в 1153), сын предыдущего;
- Симон III де Санлис (1138—1184), сын предыдущего.

### Графы Нортгемптон, третья креация (1337)
- Уильям де Богун (1310—1360);
- Хамфри де Богун, 7-й граф Херефорд (1341—1373), сын предыдущего;
- Генрих Болингброк, позднее герцог Ланкастер (1367—1413), муж дочери предыдущего, с 1399 года — король Англии Генрих IV;
- Анна Глостерская (1383—1488), внучка Хамфри де Богуна, графиня Нортгемптон с 1399 года.

### Граф Нортгемптон, четвёртая креация (1604)
- Генри Говард (1540—1614).

### Графы Нортгемптон, пятая креация (1618)
- Уильям Комптон, 1-й граф Нортгемптон (ум. в 1630);
- Спенсер Комптон, 2-й граф Нортгемптон (1601—1643), сын предыдущего;
- Джеймс Комптон, 3-й граф Нортгемптон (1622—1681), сын предыдущего;
- Джордж Комптон, 4-й граф Нортгемптон (1664—1727), сын предыдущего;
- Джеймс Комптон, 5-й граф Нортгемптон (1687—1754), сын предыдущего;
- Джордж Комптон, 6-й граф Нортгемптон (1692—1758), брат предыдущего;
- Чарльз Комптон, 7-й граф Нортгемптон (1737—1763), внучатый племянник предыдущего;
- Спенсер Комптон, 8-й граф Нортгемптон (1738—1796), брат предыдущего;
- Чарльз Комптон, 9-й граф Нортгемптон (1760—1828), с 1812 года — маркиз Нортгемптон, сын предыдущего.

Перечень последующих графов Нортгемптон см. в статье маркиз Нортгемптон.